# Международная федерация экспедиторских ассоциаций
Международная федерация экспедиторских ассоциаций, сокращенно ФИАТА (англ. International Federation of Freight Forwarders Associations FIATA) — международная неправительственная организация, объединяющая национальные экспедиторские ассоциации 150 стран мира. Сокращённое наименование организации происходит от названия организации на французском языке: фр. Federation Internationale des Associations de Transitaires et Аssimiles FIATA. В экспедиторской отрасли, которую представляет ФИАТА насчитывается более 40 тысяч предприятий всех форм собственности, на которых трудятся почти 10 млн сотрудников.

## История
Международная федерация экспедиторских ассоциаций была создана в Вене (Австрия) 31 мая 1926 года шестнадцатью национальными и региональными ассоциациями европейских стран.
До 2007 года в качестве национальных членов в организацию входили 96 ассоциаций из 84 стран. В настоящее время членами ФИАТА на индивидуальной основе являются более 5000 экспедиторских фирм и организаций.

## Статус организации
Международная федерация экспедиторских ассоциаций имеет статус консультанта в Экономическом и социальном совете ООН, в Конференции ООН по торговле и развитию, в Комиссии ООН по праву международной торговли.
ФИАТА представляет экспедиторскую отрасль в Международной торговой палате, Международной ассоциации воздушного транспорта, Международном союзе железных дорог, Международном союзе автомобильного транспорта, Всемирной таможенной организации и во Всемирной торговой организации. В целом ФИАТА имеет связи с 29 международными организациями, регулирующими транспортную и экспедиторскую сферу деятельности.

## Цели и задачи организации
Согласно Уставу целями деятельности ФИАТА являются:
1. Oбъединение экспедиторов из различных стран в единую организацию и представление их интересов на мировом экспедиторском рынке;
2. Защита интересов экспедиторов путём участия в международных организациях, занимающихся поставками товаров и перевозками грузов, а также выполнением различных функций, связанных с поставками товара и перевозками грузов;
3. Ознакомление деловых кругов и широкой общественности с целями, задачами и ролью экспедиторской отрасли экономики в перемещении товаров мировой торговли;
4. Содействие профессиональной подготовке кадров для экспедиторской отрасли;
5. Разработка и внедрение в практику унифицированных экспедиторских документов. другие направления деятельности по повышению качества экспедиторских услуг.

## Организационная структура ФИАТА
В состав международной организации входят:
1. Институт мультимодальных перевозок.
2. Институт воздушных перевозок.
3. Институт таможенных дел.
4. Четыре консультативных совета:
  - по опасным грузам;
  - по информационной технологии;
  - по правовым вопросам;
  - по профессиональному обучению.

Национальные ассоциации ФИАТА разделены на четыре региона:
- Африка и Средний Восток;
- Северная и Южная Америка;
- Азия и Тихоокеанский регион;
- Европа.

## Унифицированные документы ФИАТА
Начиная с 1955 года в рамках ФИАТА были разработаны и внедрены в практику следующие унифицированные экспедиторские документы:
1. Поручение экспедитору (англ. FFI: FIATA Forwarding Instructions);
2. Интермодальное весовое свидетельство отправителя (англ. SIC: Shippers Intermodal Weight Certificate);
3. Декларация отправителя о перевозке опасных грузов (англ. SDT: Shippers Declaration for the Transport (of Dangerous Goods));
4. Складская расписка (англ. FWR: FIATA Warehouse Receipt);
5. Экспедиторская расписка (англ. FCR: Forwarders Certificate of Receipt);
6. Экспедиторский сертификат перевозки (англ. FCT: Forwarders Certificate of Transport);
7. Оборотный мультимодальный транспортный коносамент (англ. FBL: FIATA Bill of Lading (negotiable Multimodal Transport));
8. Необоротная мультимодальная транспортная накладная (англ. FWB: FIATA Waybill (non-negotiable Multimodal Transport)).